# Midlands–North-West (circonscription électorale européenne)
Midlands–North-West est une circonscription électorale irlandaise. Elle permet d'élire quatre membres du Parlement européen. L'élection se fait suivant un scrutin proportionnel plurinominal avec scrutin à vote unique transférable.

## Histoire et frontières
La commission de circonscription propose dans son rapport de 2013 de créer lors de la prochaine élection au Parlement européen une nouvelle circonscription appelée Midlands–North-West. Le rapport propose des modifications dans les circonscriptions d'Irlande afin de réduire le nombre total de députés européens de 12 à 11, en raison de l'adhésion de la Croatie à l'Union européenne.
La circonscription comprend les comtés de Cavan, Donegal, Galway, Kildare, Laois, Leitrim, Longford, Louth, Mayo, Meath, Monaghan, Offaly, Roscommon, Sligo et Westmeath ; et la ville de Galway. Elle comprend toute la superficie de l'ancien circonscription North-West, à l'exception du comté de Clare, qui est transféré dans la circonscription South ; ainsi que les parties septentrionales et centrales du Leinster de la circonscription East.
The Irish Times a critiqué la vaste répartition géographique de la circonscription, la qualifiant de « métissage hétérogène de comtés ayant peu de liens historiques ou culturels entre eux ». Il a été surnommé « Malin M50 » pour sa large diffusion, de la banlieue de Dublin à la côte atlantique.
Les sept comtés de Leinster regroupent 49,8% de la population de la circonscription; Connacht 32,7%; et les trois comtés d'Ulster 17,5%.
Les principales zones urbaines (en fonction de la taille de la population) sont Galway, Drogheda, Dundalk, Navan, Newbridge, Naas, Athlone, Mullingar, Celbridge et Letterkenny.

### Future
Pour les Élections européennes de 2019, l'Irlande gagne deux sièges à la suite du Brexit et du départ des 73 députés européens britanniques. La commission de circonscription a proposé que les comtés Laois et Offaly soient transférés dans la circonscription South, mais en laissant Midlands–North-West à quatre sièges.

## Députés
Note : Les colonnes de ce tableau sont utilisées uniquement à des fins de présentation et aucune importance ne doit être attachée à l'ordre des colonnes. Pour plus de détails sur l'ordre dans lequel les sièges ont été remportés à chaque élection, voir les résultats détaillés de cette élection.

## Élections européennes de 2019
| Parti | Parti                           | Candidat             | %     | Comptage | Comptage | Comptage | Comptage | Comptage | Comptage | Comptage | Comptage | Comptage | Comptage | Comptage | Comptage | Comptage |
| Parti | Parti                           | Candidat             | %     | 1        | 2        | 3        | 4        | 5        | 6        | 7        | 8        | 9        | 10       | 11       | 12       | 13       |
| --- | ------------------------------- | -------------------- | ----- | -------- | -------- | -------- | -------- | -------- | -------- | -------- | -------- | -------- | -------- | -------- | -------- | -------- |
| | Fine Gael                       | Mairead McGuinness   | 22,6% | 134 630  |          |          |          |          |          |          |          |          |          |          |          |          |
| | Sans étiquette                  | Luke 'Ming' Flanagan | 14,3% | 85 034   | 86 906   | 87 008   | 87 188   | 87 333   | 87 964   | 88 543   | 90 187   | 91 747   | 94 353   | 97 319   | 112 760  | 121 824  |
| | Fine Gael                       | Maria Walsh          | 10,8% | 64 500   | 70 536   | 70 619   | 70 660   | 70 731   | 71 425   | 71 793   | 72 265   | 74 116   | 76 056   | 80 338   | 96 163   | 107 192  |
| | Sinn Féin                       | Matt Carthy          | 13,0% | 77 619   | 78 487   | 78 513   | 78 612   | 78 653   | 79 028   | 79 437   | 81 544   | 82 921   | 83 851   | 84 825   | 91 396   | 98 732   |
| | Sans étiquette                  | Peter Casey          | 9,5%  | 56 650   | 57 848   | 57 892   | 58 034   | 58 212   | 58 602   | 59 635   | 60 769   | 61 616   | 64 690   | 66 565   | 69 923   | 78 362   |
| | Fianna Fáil                     | Brendan Smith        | 7,2%  | 42 814   | 44 040   | 44 059   | 44 076   | 44 130   | 44 255   | 44 692   | 44 836   | 45 235   | 46 820   | 64 532   | 68 677   |          |
| | Parti vert                      | Saoirse McHugh       | 8,6%  | 51 019   | 52 731   | 52 821   | 52 976   | 53 068   | 53 966   | 54 548   | 55 455   | 58 642   | 60 778   | 61 957   |          |          |
| | Fianna Fáil                     | Anne Rabbitte        | 5,1%  | 30 220   | 31 084   | 31 122   | 31 143   | 31 198   | 31 471   | 31 893   | 32 041   | 32 714   | 34 610   |          |          |          |
| | Sans étiquette                  | Fidelma Healy Eames  | 2,7%  | 15 991   | 16 468   | 16 515   | 16 621   | 16 764   | 17 590   | 19 312   | 19 694   | 20 410   |          |          |          |          |
| | Parti travailliste              | Dominic Hannigan     | 2,1%  | 12 378   | 13 031   | 13 065   | 13 150   | 13 197   | 13 408   | 13 723   | 14 089   |          |          |          |          |          |
| | Solidarity–People Before Profit | Cyril Brennan        | 1,4%  | 8 130    | 8 226    | 8 246    | 8 337    | 8 365    | 8 553    | 8 699    |          |          |          |          |          |          |
| | Renua                           | Michael O'Dowd       | 1,2%  | 6 897    | 7 200    | 7 220    | 7 304    | 7 445    | 7 677    |          |          |          |          |          |          |          |
| | Sans étiquette                  | Olive O'Connor       | 0,5%  | 3 132    | 3 236    | 3 313    | 3 326    | 3 477    |          |          |          |          |          |          |          |          |
| | Sans étiquette                  | Dilip Mahapatra      | 0,4%  | 2 450    | 2 562    | 2 577    | 2 654    | 2 694    |          |          |          |          |          |          |          |          |
| | Sans étiquette                  | James Miller         | 0,2%  | 1 322    | 1 375    | 1 446    | 1 490    |          |          |          |          |          |          |          |          |          |
| | Direct Democracy Ireland        | Patrick Greene       | 0,2%  | 1 352    | 1 400    | 1 412    |          |          |          |          |          |          |          |          |          |          |
| | Sans étiquette                  | Diarmuid Mulcahy     | 0,1%  | 789      | 811      |          |          |          |          |          |          |          |          |          |          |          |
| Électorat : 1 224 888 Valide : 594 927 Non valide : 21 628 (3,5%) Quota : 118 986 Participation : 616 555 (50,3%) |                                 |                      |       |          |          |          |          |          |          |          |          |          |          |          |          |          |

## Élections européennes de 2014
| Parti | Parti                    | Candidat                | %    | Comptage | Comptage | Comptage | Comptage | Comptage | Comptage | Comptage | Comptage |
| Parti | Parti                    | Candidat                | %    | 1        | 2        | 3        | 4        | 5        | 6        | 7        | 8        |
| --- | ------------------------ | ----------------------- | ---- | -------- | -------- | -------- | -------- | -------- | -------- | -------- | -------- |
| | Sans étiquette           | Luke Ming Flanagan      | 19,2 | 124 063  | 129 561  |          |          |          |          |          |          |
| | Fine Gael                | Mairead McGuinness      | 14,2 | 92 080   | 94 019   | 102 025  | 107 689  | 135 698  |          |          |          |
| | Sinn Féin                | Matt Carthy             | 17,7 | 114 727  | 117 670  | 120 723  | 124 976  | 126 492  | 127 135  | 135 046  |          |
| | Sans étiquette           | Marian Harkin           | 10,7 | 68 986   | 72 045   | 77 798   | 89 611   | 95 577   | 99 843   | 105 501  | 106 520  |
| | Fianna Fáil              | Pat the Cope Gallagher  | 9,2  | 59 562   | 60 466   | 62 071   | 65 725   | 67 606   | 68 440   | 102 915  | 106 245  |
| | Fianna Fáil              | Thomas Byrne            | 8,6  | 55 384   | 56 528   | 58 505   | 62 335   | 63 392   | 64 057   |          |          |
| | Fine Gael                | Jim Higgins             | 6,2  | 39 908   | 40 462   | 43 292   | 45 060   |          |          |          |          |
| | Sans étiquette           | Rónán Mullen            | 5,6  | 36 326   | 38 260   | 41 164   |          |          |          |          |          |
| | Parti travailliste       | Lorraine Higgins        | 4,9  | 31 951   | 33 744   |          |          |          |          |          |          |
| | Parti vert               | Mark Dearey             | 1,5  | 9 520    |          |          |          |          |          |          |          |
| | Direct Democracy Ireland | Ben Gilroy              | 1,2  | 7 683    |          |          |          |          |          |          |          |
| | Sans étiquette           | Mark Fitzsimons         | 0,4  | 2 424    |          |          |          |          |          |          |          |
| | Sans étiquette           | T, J, Fay               | 0,3  | 2 002    |          |          |          |          |          |          |          |
| | Fís Nua                  | Cordelia Níc Fhearraigh | 0,3  | 1 829    |          |          |          |          |          |          |          |
| Électorat : 1 202 997 Valide : 646 445 Non valide : 17 258 (1,4%) Quota : 129 290 Participation : 663 703 (55,2%) |                          |                         |      |          |          |          |          |          |          |          |          |